# بسکتبال قهرمانی غرب آسیا
مسابقات قهرمانی غرب آسیا،یک مسابقات بین‌المللی بسکتبال است که هر ساله بین تیم های ملی مردان غرب آسیا برگزار می شود. این مسابقات همچنین به عنوان مسابقات بسکتبال غرب آسیا شناخته می شود.این مسابقات توسط انجمن بسکتبال غرب آسیا ، زیر منطقه فیبا آسیا برگزار می شود. این مسابقات به عنوان مسابقات انتخابی غرب آسیا برای مسابقات جام حذفی آسیا و چلننج کاپ آسیا انجام می شود.

## نتایج
| ۱۹۹۹ | بیروت          | · سوریه | رقابت دوره ای | · لبنان | · اردن   | رقابت دوره ای | · ایران                      |
| ۲۰۰۰ | بیروت          | · لبنان | رقابت دوره ای | · سوریه | · عراق   | رقابت دوره ای | · ایران                      |
| ۲۰۰۱ | امان           | · سوریه | رقابت دوره ای | · لبنان | · ایران  | رقابت دوره ای | · عراق                       |
| ۲۰۰۲ | / امان / تهران | · اردن  | رقابت دوره ای | · ایران | · عراق   | رقابت دوره ای | فقط سه تیم به رقابت پرداختند |
| ۲۰۰۴ | تهران          | · ایران | رقابت دوره ای | · سوریه | · اردن   | رقابت دوره ای | · لبنان                      |
| ۲۰۰۵ | بیروت          | · ایران | رقابت دوره ای | · لبنان | · اردن   | رقابت دوره ای | · یمن                        |
| ۲۰۰۸ | امان           | · لبنان | رقابت دوره ای | · اردن  | · سوریه  | رقابت دوره ای | · فلسطین                     |
| ۲۰۱۰ | دهوک           | · ایران | رقابت دوره ای | · عراق  | · سوریه  | رقابت دوره ای | · فلسطین                     |
| ۲۰۱۱ | دهوک           | · ایران | رقابت دوره ای | · اردن  | · سوریه  | رقابت دوره ای | · عراق                       |
| ۲۰۱۲ | امان           | · لبنان | رقابت دوره ای | · ایران | · اردن   | رقابت دوره ای | · سوریه                      |
| ۲۰۱۳ | تهران          | · ایران | رقابت دوره ای | · لبنان | · اردن   | رقابت دوره ای | · عراق                       |
| ۲۰۱۴ | امان           | · اردن  | رقابت دوره ای | · ایران | · سوریه  | رقابت دوره ای | · عراق                       |
| ۲۰۱۵ | امان           | · لبنان | رقابت دوره ای | · اردن  | · فلسطین | رقابت دوره ای | · سوریه                      |
| ۲۰۱۶ | امان           | · ایران | رقابت دوره ای | · اردن  | · عراق   | رقابت دوره ای | · لبنان                      |
| ۲۰۱۷ | امان           | · لبنان | رقابت دوره ای | · ایران | · اردن   | رقابت دوره ای | · عراق                       |

## جدول مدال
| رتبه           | کشور           | طلا | نقره | برنز | مجموع |
| -------------- | -------------- | --- | ---- | ---- | ----- |
| ۱              | ایران          | ۶   | ۴    | ۱    | ۱۱    |
| ۲              | لبنان          | ۵   | ۴    | ۰    | ۹     |
| ۳              | اردن           | ۲   | ۴    | ۶    | ۱۲    |
| ۴              | سوریه          | ۲   | ۲    | ۴    | ۸     |
| ۵              | عراق           | ۰   | ۱    | ۳    | ۴     |
| ۶              | فلسطین         | ۰   | ۰    | ۱    | ۱     |
| ۷              | یمن            | ۰   | ۰    | ۰    | ۰     |
| مجموع (۷ کشور) | مجموع (۷ کشور) | ۱۵  | ۱۵   | ۱۵   | ۴۵    |